# Felix Moeller
Felix Moeller (Felix Mueller o Felix Möller) (1965) es un actor, guionista, documentalista y director de cine alemán.

## Trayectoria
Es hijo del editor Jürgen Moeller y la cineasta alemana Margarethe von Trotta e hijastro del director Volker Schlöndorff.
Estudió historia, comunicaciones y cine en Munich y Berlín graduándose en 1994.
Trabajó en largometrajes de su madre (Rosenstraße, Napola, Rosa Luxemburgo)
Ha realizado documentales e investigaciones sobre Hildegard Knef, Marlene Dietrich, Paul Verhoeven, Katja Riemann y Veit Harlan y su familia y legado en la polémica película Harlan.
Asesoró las documentales The Wonderful, Horrible Life of Leni Riefenstahl (1992) y One Day in September (1999), ganadora del Oscar.
En el año 2000 publicó The Film Minister – Goebbels and the Cinema in the ‘Third Reich’

## Filmografía
2008: Harlan: In the Shadow of Jew Suess
2006: Katja Riemann
2005: Knef - Die frühen Jahre
2003: Die Verhoevens